# Spartakiada

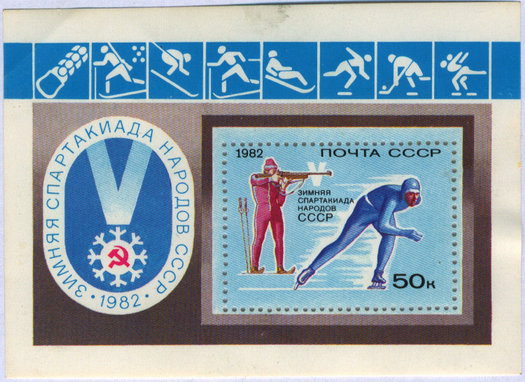
Znaczek pocztowy wydany z okazji Piątej Zimowej Spartakiady Narodów ZSRR

Spartakiada (ros., od łac. imienia Spartacus, które nosił gladiator-powstaniec Spartakus) – forma masowych zawodów sportowych, której głównym celem było rozpowszechnianie sportu. Początkowo spartakiady odbywały się w Związku Radzieckim, a po II wojnie światowej organizowano je również w innych krajach bloku wschodniego. Utożsamiano je tam z robotniczymi zawodami sportowymi.
Zwykle były to zawody rozgrywane w jednym czasie i miejscu i w różnych dyscyplinach. Pierwsza spartakiada odbyła się w ZSRR w 1928 roku. Do najbardziej znanych spartakiad należą:
- Spartakiada Narodów ZSRR
- Spartakiada Armii Zaprzyjaźnionych
- Spartakiada Gwardyjska
- Ogólnopolska Spartakiada Młodzieży.

W Polsce Ludowej kilkakrotnie odbywały się ogólnopolskie spartakiady, podczas których rozgrywano mistrzostwa Polski w różnych dyscyplinach, po raz pierwszy w 1951, a ostatni w 1967.